# ジェフ・ウォール
ジェフ・ウォール（Jeffrey "Jeff" Wall, 1946年9月29日 - ）はカナダのアーティスト。大判のライトボックス写真作品と美術史研究で知られる。
1970年代初期からのバンクーバーアートシーンにおける重要人物。キャリアの初期においてバンクーバースクールを定義し、ロドニー・グラハム、Ken Lum、イアン・ウォーレス（en:Ian Wallace (artist)）といったバンクーバーアーティストや彼の同僚たちの作品についての評論を出版した。ウォールの写真作品はしばしば、バンクーバーの美しい自然と荒廃した都会を背景に、ポストモダン、産業における将来性の無さなどのテーマを込めて制作される。
カナダ勲章受勲、カナダ王立協会会員。

## 経歴
カナダ・バンクーバー出身。1970年、ブリティッシュコロンビア大学においてBerlin Dada and the Notion of Context というタイトルの論文でMA取得。同年、彼は作品制作を休止。バンクーバーで学生結婚をしたイギリス人の妻ジャネットと二人の幼い息子と共にロンドンに渡り、1970-73年ロンドン大学コートールド美術研究所（en:Courtauld Institute of Art）において美術史家T・J・クラークの元でポスト・グラデュエート研究に携わる。 
1974-75年ノバスコシア美術デザイン大学助教授、1976-87年サイモンフレーザー大学准教授、またブリティッシュコロンビア大学およびEuropian Graduate Schoolで長年に渡り講義を行った。 ダン・グラハム（en:Dan Graham）、 ロドニー・グラハム、Roy Arden、Ken Lum、Stephan Balkenhol、河原温その他の現代美術家についての評論を出版した。

## 作品
ウォールはブリティッシュコロンビア大学時代コンセプチュアルアートの実験を行っていたが、卒業後最初のライトボックス写真作品を作った1977年までの間は作品制作を休止していた。 ウォールの作品の多くはあらかじめセットアップされ、美術史の引用（リファレンス）と再提示における哲学的問題を含んでいる。構成においてはしばしば他の作家からの引用を暗示している。それはディエゴ・ベラスケス、葛飾北斎、マネなどの画家 から、カフカ、三島由紀夫、ラルフ・エリソンといった作家までおよぶ。 
1978年の最初の個展は、写真展というよりむしろインスタレーションであった。ウォールは、石膏ボードの壁で囲われたThe Destroyed Room (1978)をNova Galleryの通りに面した窓に展示した。この作品はドラクロワの『サルダナパールの死』を下敷きにした初のシネマトグラフィック（映画的）ライトボックス写真でもある。
Mimic (1982)は198 x 226 cmのライトボックス写真で、北米の産業都市郊外の歩道を白人カップルとアジア人男性がカメラの方に歩いている。白人カップルの服装とは対照的に、アジア人男性はカジュアルでありながら身なりの良い服装をしている。カップルが男性を追い越す際、白人男性は上げた中指を目元に持ってきて目を斜めに引っぱり、人種差別的なジェスチャーでアジア人男性を嘲っている。この写真は社会的な緊張感を暗示し、瞬間を捉えたキャンディッド・フォト（被写体に気付かれずに撮影した自然な表情の写真、または盗撮写真 en:Candid photography）のように見えるが実際はウォールによる皮肉の交換の提示である。
ドクメンタ11で最初に展示された、After “Invisible Man” by Ralph Ellison, the Preface (1999-2001) はラルフ・エリソンの『見えない人間』（Invisible Man, 1952）を題材にし、エリソンの古典小説の有名なシーンが再現されている。ウォールはこの作品で地下室にエリソンが「warm and full of light」と描写したのと同じく1,369個の電球を使用した。
Picture for Women (1979)は142.5 x 204.5cm、チバクロームのトランスペアレンシー（透明シート）ライトボックス写真。The Destroyed Roomと同じく、ウォールは Picture for Womenを写真の伝統に対する挑戦の最初の成功になると捉えていた。テート・モダンはこう述べている。「この作品によりウォールは大衆文化（映画看板や広告ビルボード）と、古典絵画の中で彼が感嘆したスケール感覚の両方からの引用に成功した。三次元のオブジェとして、ライトボックスは彫刻としての存在の役割を担っている、それは観客に作品との関係性を持つにあたっての肉体的感覚を印象づける。」 
画面には二つの要素がある。ウォール自身と、カメラを見つめる女性。The New Republic（アメリカの雑誌 en:The New Republic）の美術批評家Jed Pealはこの作品を「アトリエにいる20世紀後期の芸術家のポートレートの二重写し」であるとし、ウォールのスタイルを特徴づける作品であると述べている。 美術歴史家David Campanyはウォールの後期の作品に頻出する中心テーマとモチーフがすでに表れているという点で、この作品を初期の重要作品とみなしている。 
テート・モダンで2005-2006年に開催された個展Jeff Wall Photographs 1978-2004での解説文によると、この作品はマネのフォリー・ベルジェールのバーへの返答であり、その影響と関係性についてこのように述べている。
マネの絵画では、バーテンダーの女性が画面の外側を見つめており、鏡に写る男性の姿が描かれている。全ての背景はバーの後ろの鏡に映っており、ビューポイント（視点）の複雑な構造を生み出している。ウォールはマネの絵画に内包しているこの視覚構造と、空間的な奥行きを生み出している電球などのモチーフの両方を借用した。被写体はマネの絵画と同じく鏡に映っていて、女性モデルはバーテンダーと同じポーズでこちらを見つめている、男性は作家自身だ。マネの絵画において男性が投げかける視線は、男性の芸術家と女性のモデルの間に存在する力関係や、観客がただ漠然と見ることに対する問題提起を暗示しており、ウォールはカメラを作品の中心に配置する事でこのテーマを提示している。カメラはイメージの制作行為（鏡に映るシーン）を撮影すると同時に私達をまっすぐに見つめている。
ウォールの作品はさらに、絵画の必要性に対する議論に及んでいる。 ウォールの写真制作において、出演者、セット、クルー、そしてデジタル合成などの要素が複雑に絡み合った手法をとっている場合がある。それらは全て一枚のシネマトグラフィックフォトのためにキャラクター付けがなされる。スーザン・ソンタグは彼女の最後の著書「他者への苦痛のまなざし(2003)」（en:Regarding the Pain of Others）において Dead Troops Talk (A Vision After an Ambush of a Red Army Patrol near Moqor, Afghanistan, Winter 1986) (1992)を一例として取り上げ、この作品は「思慮深さと権力の典型」である架空の出来事であり、描写においてはゴヤの影響がみられると指摘し、長い好意的な議論でこの本を締めくくっている。
ウォールは現代の日常生活シーンと大衆的な被写体を用いた大判写真で知られているが、1990年初期にはスティルライフ（静物写真）にも関心を示した。  Still Creek, Vancouver, winter 2003,  (2003)のようなセットアップされない「ドキュメンタリー」写真と、葛飾北斎の浮世絵、富嶽三十六景の『駿州江尻』を元にしたA Sudden Gust of Wind (after Hokusai) (1993) （邦題:『突風』)のような、俳優、セット、特殊効果等を使った「シネマトグラフィック」写真を明確に区別している。A Sudden Gust of Windは 俳優を起用し、「一瞬を捉えたように見えるリアルな合成写真を完成させる」  ために100枚以上の写真を使用し1年以上をかけて、現代のブリティッシュコロンビアの背景に19世紀の日本の風景を再構築した。
1990年代初期からはデジタル技術を使用し、異なるネガから合成写真を作り、一枚の統合された写真の中にそれらの要素を混在させている。 ウォールの特徴的な作品は大判のライトボックス写真であり、これは彼がスペインからロンドンに向かう旅行途中のバス停にあったバックライト式の広告看板を見た事がきっかけであったと述べている。1995年、ウォールは伝統的な銀塩黒白写真の制作を始めた、今ではそれらも彼の特色的な作品となっている。 